# Shaun White
Shaun Roger White (San Diego, 3 de septiembre de 1986) es un deportista estadounidense que compitió en snowboard, especialista en la prueba de halfpipe; aunque también practicó el skateboard.
Participó en cinco Juegos Olímpicos de Invierno, en la disciplina de halfpipe, obteniendo en total tres medallas de oro: en Turín 2006, en Vancouver 2010 y en Pyeongchang 2018, el cuarto lugar en Sochi 2014 y el cuarto en Pekín 2022. Adicionalmente, consiguió dieciocho medallas en los X Games de Invierno.
En 2008 recibió el Premio Laureus al «Mejor deportista de acción del año».

## Medallero internacional
| Juegos Olímpicos | Juegos Olímpicos            | Juegos Olímpicos | Juegos Olímpicos |
| Año              | Lugar                       | Medalla          | Prueba           |
| ---------------- | --------------------------- | ---------------- | ---------------- |
| 2006             | Turín (Italia)              | Medalla de oro   | Halfpipe         |
| 2010             | Vancouver (Canadá)          | Medalla de oro   | Halfpipe         |
| 2018             | Pyeongchang (Corea del Sur) | Medalla de oro   | Halfpipe         |

| X Games de Invierno | X Games de Invierno    | X Games de Invierno | X Games de Invierno |
| Año                 | Lugar                  | Medalla             | Prueba              |
| ------------------- | ---------------------- | ------------------- | ------------------- |
| 2002                | Aspen (Estados Unidos) | Medalla de plata    | Superpipe           |
| 2002                | Aspen (Estados Unidos) | Medalla de plata    | Slopestyle          |
| 2003                | Aspen (Estados Unidos) | Medalla de oro      | Superpipe           |
| 2003                | Aspen (Estados Unidos) | Medalla de oro      | Slopestyle          |
| 2004                | Aspen (Estados Unidos) | Medalla de oro      | Slopestyle          |
| 2005                | Aspen (Estados Unidos) | Medalla de oro      | Slopestyle          |
| 2006                | Aspen (Estados Unidos) | Medalla de oro      | Superpipe           |
| 2006                | Aspen (Estados Unidos) | Medalla de oro      | Slopestyle          |
| 2007                | Aspen (Estados Unidos) | Medalla de plata    | Superpipe           |
| 2007                | Aspen (Estados Unidos) | Medalla de bronce   | Slopestyle          |
| 2008                | Aspen (Estados Unidos) | Medalla de oro      | Superpipe           |
| 2008                | Aspen (Estados Unidos) | Medalla de bronce   | Slopestyle          |
| 2009                | Aspen (Estados Unidos) | Medalla de oro      | Superpipe           |
| 2009                | Aspen (Estados Unidos) | Medalla de oro      | Slopestyle          |
| 2010                | Aspen (Estados Unidos) | Medalla de oro      | Superpipe           |
| 2011                | Aspen (Estados Unidos) | Medalla de oro      | Superpipe           |
| 2012                | Aspen (Estados Unidos) | Medalla de oro      | Superpipe           |
| 2013                | Aspen (Estados Unidos) | Medalla de oro      | Superpipe           |